# Owensville (California)
Owensville (chiamata anche Glen Mary) è un insediamento abbandonato nella contea di Inyo in California. Si trova dove oggi sorge la cittadina di Laws.

## Storia
Owensville sorse come campo di minatori nel 1863 e fu abbandonata nel 1871.
Un ufficio postale operò dal 1866 al 1870 quando fu trasferito a Bishop (poi chiamato Bishop Creek).
Dal 1868 al 1869 la cittadina fu chiamata Glen Mary.